# Table of the Elements
Table of the Elements je americké hudební vydavatelství, jehož specializací je experimentální hudba. Založil jej v roce 1993 Jeff Hunt a během své existence vydalo více než 150 titulů. Mezi umělce, jejichž alba u tohoto vydavatelství vycházela, patří například Theatre of Eternal Music (Tony Conrad, John Cale), Peggy Ahwesh, Jonathan Kane, Rhys Chatham nebo Birchville Cat Motel. Činnost vydavatelství byla ukončena v roce 2011. V roce 2025 došlo k jeho obnovení.